# Karl Simonsson
Karl Gustaf "Timpa" Simonsson, född 18 januari 1919 i Jönköping, död där 13 augusti 1992, även kallad Kalle (ibland i text som Carl), var en svensk fotbollsspelare. 

## Karriär
Karl Simonsson spelade större delen av sin karriär i Jönköpings Södra IF. När Jönköpingslaget för första gången gick upp i Allsvenskan 1945 var det mycket tack vare honom som (på 18 matcher) svarade för 50 av J-Södras 92 mål när laget vann division 2, södra gruppen. Detta är fortfarande gällande målrekord för svenska fotbollens andradivision. Simonsson använde fotbollsskor av storleken 51.
Under Simonssons fem allsvenska säsonger (1945/1946, 1947/1948, 1948/1949, 1949/1950, 1950/1951) gjorde han 60 mål på 93 matcher.
Den 7 juni 1946 var Simonsson utlånad till AIK där han i den så kallade "alla tiders AIK-match" mot Charlton Athletic FC kvitterade till 7-7 i matchens slutminuter. Dagen efter publicerades en teckning av Rit-Ola i Dagens Nyheter som visade Simonssons mål.
Totalt gjorde den målfarlige Simonsson endast två landskamper för Sverige – 1945 och 1949. Sammanlagd målskörd: ett mål.

## Utmärkelse
Utanför J-Södras hemmaarena Stadsparksvallen står en staty av Simonsson.